# Пичаево (Жердевский район)
Пича́ево —  село Жердевского района Тамбовской области, административный центр Пичаевского сельсовета.

## География
У села находится исток реки Елань.

## История
Впервые упоминается в документах ревизской сказки 1816 года как село экономических крестьян на реке Елань, с численностью 325 дворов и 2232 жителей. Село составляли переселившиеся сюда крестьяне из села Пичаево Солодченского монастыря.
В 1862 году в селе было 386 дворов и 1773 жителей мужского полу и 1923 женского пола. В селе имелась церковь, проводилась ярмарка. В 1882 году была построена каменная церковь.
В 1926 году являлось центром Пичаевской волости Борисоглебского уезда Тамбовской губернии.

## Население
| 2002 | 2010 |
| ---- | ---- |
| 970  | ↘855 |

## Известные уроженцы
- Алексий (Гаврин) (1883—1937) — монах Русской православной церкви, причислен к лику святых как преподобномученик.
- Александр Иванович Каширин (1911—1993) — советский военнослужащий, старший сержант, Герой Советского Союза.